# Piúma
Piúma is een gemeente in de Braziliaanse deelstaat Espírito Santo. De gemeente telt 17.212 inwoners (schatting 2009).
De gemeente grenst aan Anchieta, Iconha, Itapemirim en Rio Novo do Sul.

## Geboren
- Thâmela Coradello (2000), beachvolleyballer